# 圣马尔代格雷讷
圣马尔代格雷讷（法語：Saint-Mars-d'Égrenne，法語發音：[sɛ̃ maʁ deɡʁɛn] ⓘ）是法国奥恩省的一个市镇，属于阿朗松区。

## 地理
圣马尔代格雷讷（48°33'37"N, 0°43'47"W）面积25.06 平方千米，位于法国诺曼底大区奧恩省，该省份为法国西北部内陆省份，北起顺时针与卡爾瓦多斯省、厄尔省、厄尔-卢瓦省、萨尔特省、马耶讷省和芒什省接壤。
与圣马尔代格雷讷接壤的市镇（或旧市镇、城区）包括：埃格雷讷河畔圣罗克、圣弗兰博、托尔尚、圣西尔迪巴约勒、栋夫龙昂普瓦赖、芒蒂伊、帕赛维拉日、圣吉勒德马赖。

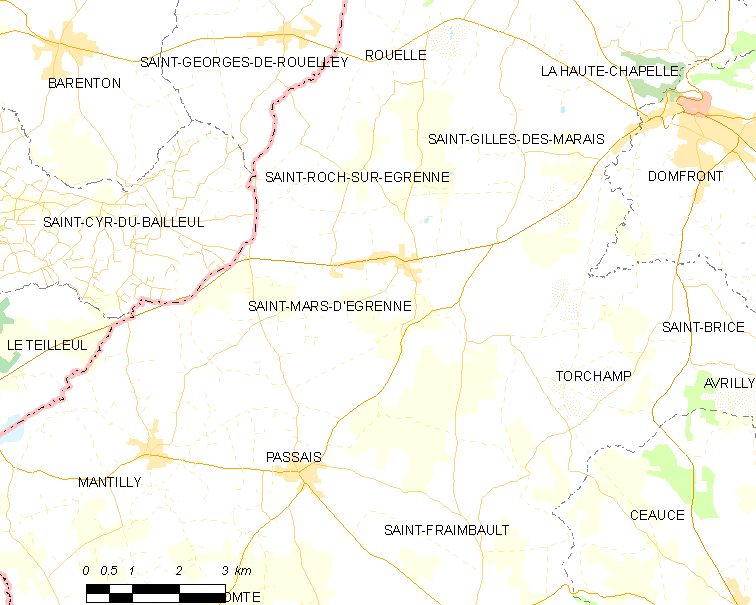
圣马尔代格雷讷的OSM定位图

圣马尔代格雷讷的时区为UTC+01:00、UTC+02:00（夏令时）。

## 行政
圣马尔代格雷讷的邮政编码为61350，INSEE市镇编码为61421。

## 政治
圣马尔代格雷讷所属的省级选区为奥恩诺曼底地区巴尼奥勒县。

## 人口

1962-2008年间圣马尔代格雷讷人口变化图示

圣马尔代格雷讷于2022年1月1日时的人口数量为640人。